# Lando Francini
Lando Francini (San Paolo, 10 novembre 1956 – Roma, 31 gennaio 2025) è stato un attore teatrale e mimo brasiliano di origini italiane.

## Biografia
Nato in Brasile, si diplomò in animazione teatrale con Sergio Missaglia alla Civica Scuola d'Arte Drammatica di Milano. Studiò mimo ed espressione corporea in Francia al Théâtre du Moulinage diretto da Isaac Alvarez e in Italia si dedicò all'attività di clown con Pierre Bilandt e Alfredo Colombaioni. Lavorò come mimo al Teatro alla Scala sotto la direzione di Dario Fo, Luca Ronconi, Marise Flach e Giorgio Strehler. Come assistente alla regia di Franco Passatore curò l'allestimento della commedia Le furberie di Scapino di Molière per il Teatro Stabile di Torino.
Insegnò improvvisazione teatrale e mimo alla Scuola regionale di Teatro di Padova e diresse con Chiara Magri il Teatro del Vento, che produce spettacoli di narrazione ed ombre cinesi per ragazzi.
Divenne noto al pubblico televisivo italiano nel ruolo del cuoco Basilio nel programma La Melevisione.